# Jürgen Theuerkauff
Jürgen Wolfgang Theuerkauff (ur. 8 września 1934 w Berlinie, zm. 5 września 2022 w Bonn) – niemiecki florecista i szablista reprezentujący RFN, brązowy medalista olimpijski i srebrny medalista mistrzostw świata.
Na igrzyskach olimpijskich w Rzymie w 1960 roku Wspólna Reprezentacja Niemiec w składzie: Jürgen Brecht, Tim Gerresheim, Eberhard Mehl i Jürgen Theuerkauff zdobyła brązowy medal we florecie drużynowym. Zajął tam również piąte miejsce w szabli drużynowej, a w szabli indywidualnej odpadł w ćwierćfinałach. Na rozgrywanych cztery lata później igrzyskach olimpijskich w Tokio był piąty we florecie drużynowym i szósty w szabli drużynowej, a w turnieju szabli indywidualnej ponownie dotarł do ćwierćfinału. Brał też udział w igrzyskach olimpijskich w Meksyku w 1968 roku, zajmując szóste miejsce we florecie drużynowym.
Podczas mistrzostw świata w Budapeszcie w 1959 roku wspólnie z Timem Gerresheimem, Dieterem Schmittem, Jürgenem Brechtem i Manfredem Urschelem zdobył drużynowo srebrny medal.
Wielokrotnie zdobywał mistrzostwo kraju, w tym indywidualnie w szabli w latach 1957, 1959, 1961, 1963 i 1965 oraz we florecie w latach 1958, 1963, 1965 i 1966. W zawodach drużynowych we florecie zdobywał złote medale trzynaście lat z rzędu (1956-1968), a w szabli pięć razy z rzędu (1964-1968). 
Po zakończeniu kariery został nauczycielem.
Jego żona Gudrun także była florecistką i medalistką olimpijską.